# Le Chandelier (téléfilm)

Le Chandelier est un téléfilm français réalisé par Claude Santelli et diffusé pour la première fois le 17 décembre 1977. 
C’est une adaptation de la pièce Le Chandelier d'Alfred de Musset.

## Synopsis
Jacqueline est mariée à Maître André, mais est amoureuse de son amant Clavaroche, fougueux officier en garnison dans la ville. Afin de détourner les soupçons de Maître André sur la fidélité de sa femme, Clavaroche propose à Jacqueline de prendre un "Chandelier".

## Fiche technique
- Titre : Le Chandelier
- Réalisation : Claude Santelli
- Scénario : Claude Santelli, adaptation du roman d'Alfred de Musset
- Compositeur : Georges Delerue
- Diffusion : 17 décembre 1977

## Distribution
- Marie-Christine Barrault : Jacqueline
- Bruno Devoldère : Bruno
- Michel Galabru : Maître André
- Jean-François Balmer : Clavaroche
- Caroline Jacquin : Madelon
- Olivier Lefèvre : Guillaume
- André Auguet : le jardinier
- Andrée Champeaux : la nourrice
- François Germain : l'ordonnance
- Patricia Cartier : la prostituée